# عباس‌آباد (ممسنی)
عباس‌آباد روستایی از توابع بخش مرکزی شهرستان ممسنی در استان فارس ایران است.

## جمعیت
این روستا در دهستان بکش یک قرار دارد و براساس سرشماری مرکز آمار ایران در سال ۱۳۸۵، جمعیت آن ۱۳۲ نفر (۳۴خانوار) بوده‌است.